# Mercado de La Felguera
El Mercado de Abastos de La Felguera, conocido popularmente como La Plaza, es el mayor mercado cubierto de Langreo (Asturias).

## Historia
En 1902 se inauguró el mercado en La Felguera, obra modernista de Juan Miguel de La Guardia aunque se le ha atribuido a Manuel del Busto. Hasta entonces sólo Sama podía albergar mercado cubierto a pesar de ser La Felguera la mayor población del concejo. Los vecinos de Sama firmaron una instancia para que se retirara el proyecto. No obstante se llevó a cabo gracias al impulso del alcalde Celestino Cabeza tras donar los terrenos necesarios Antonio Velázquez, emparentado con la familia Duro. El edificio seguía la tipología de arquitectura industrial con cubierta de hierro y una decoración muy modernista.
En 1917 se derribó para ampliar el parque (hoy Parque Dolores Duro) y tras la cesión de unos terrenos y subvención de nuevo por Antonio Velázquez y su esposa Dolores (Marqueses de La Felguera) y Pepita Duro, en 1922 se inauguró un nuevo mercado en la actual ubicación. Al costear los Duro buena parte del traslado del mercado, fueron nombrados Hijos e Hijas Predilectos de Langreo. El proyecto fue del arquitecto municipal, José Ramón del Valle. 
Con el tiempo la plaza se quedó pequeña y en 1951 se lleva a cabo una remodelación por parte de Julio Galán que lo dotó de un aspecto más acorde al movimiento moderno. Se aumentó la superficie considerablemente, se adintelaron los vanos, se recubrieron de ladrillo visto las fachadas y se construyó una nueva bóveda de hormigón armado y tirantes de grandes dimensiones que sustituyó a la techumbre metálica. En el exterior de ésta, lucernarios corridos de ventilación.  
Años más tarde se eliminó el ladrillo visto. 

### Actual edificio
En 2006 se lleva a cabo una nueva remodelación que cambió sustancialmente el aspecto exterior. Las ventanas y los frontones de la bóvedas sustituyeron la madera y cristal por otros materiales. Las fachadas se pintaron de manera uniforme de color blanco. También se mejoró el sistema de saneamiento.
Actualmente el mercado alberga numerosos establecimientos de pescados, carnes, frutas y verduras así como locales hosteleros. En el exterior se instalan los miércoles un pequeño mercado y los sábados tiene lugar al rastro semanal.